# 2024–2025-ös UEFA Nemzetek Ligája (B liga)
A 2024–2025-ös UEFA Nemzetek Ligájának B ligája az UEFA Nemzetek Ligája 2024–2025-ös kiírásának második divíziója.

## Lebonyolítás
A B ligában a 2024–2025-ös UEFA Nemzetek Ligája kiemelési rangsorának 17–32. helyezettjei vesznek részt, négy csoportra osztva. A csoportokban a csapatok összesen hat mérkőzést játszanak, oda-visszavágós körmérkőzéses rendszerben mérkőznek meg egymással. A mérkőzéseket 2025. szeptember 5. és november 19. között játsszák. A csoportok győztesei feljutnak és a következő kiírás A ligájába kerülnek. A második helyezettek osztályozót játszanak az A liga harmadik helyezettjeivel. A győztesek feljutnak és a következő kiírás A ligájába kerülnek, a vesztesek a következő kiírásban a B ligában szerepelhetnek. A harmadik helyezettek osztályozót játszanak a C liga második helyezettjeivel. A győztesek a következő kiírásban a B ligában szerepelhetnek, a vesztesek a következő kiírás C ligájába kerülnek. A csoportok negyedik helyezettjei kiesnek és a következő kiírás C ligájába kerülnek.
Az osztályozók első mérkőzéseit 2025. március 20–22. között, a második mérkőzéseket 2025. március 23–25. között játsszák. Az osztályozók sorsolásán a magasabb liga harmadik helyezettjei a kiemeltek, amelyek csak az alacsonyabb liga valamelyik második helyezettjével játszhatnak. Az alacsonyabb liga második helyezettjei játsszák pályaválasztóként az első mérkőzést. Az osztályozókon a csapatok oda-visszavágós rendszerben mérkőznek meg egymással. Ha a második mérkőzés rendes játékideje után az összesített állás döntetlen, akkor 2×15 perc hosszabbítás következik. Ha az összesített állás ezután is döntetlen, akkor büntetőpárbaj dönt a győztesről.

## Csapatok

### Változások
A 2022–2023-as kiírás utáni változások:
| Kiesett az A ligából                     | Feljutott a C ligából                             |
| ---------------------------------------- | ------------------------------------------------- |
| - Ausztria - Csehország - Anglia - Wales | - Grúzia - Görögország - Törökország - Kazahsztán |

| Feljutott az A ligába                             | Kiesett a C ligába                    | Kizárták    |
| ------------------------------------------------- | ------------------------------------- | ----------- |
| - Izrael - Bosznia-Hercegovina - Szerbia - Skócia | - Románia - Svédország - Örményország | Oroszország |

### Kiemelés
A kiemelés a 2024–2025-ös UEFA Nemzetek Ligája kiemelési rangsorának megfelelően a 2022–2023-as UEFA Nemzetek Ligája összesített rangsora alapján történt. A kiemelést 2023. december 2-án tették közzé.
| Csapat     | Hely. |
| ---------- | ----- |
| Ausztria   | 17.   |
| Csehország | 18.   |
| Anglia     | 19.   |
| Wales      | 20.   |

| Csapat     | Hely. |
| ---------- | ----- |
| Finnország | 21.   |
| Ukrajna    | 22.   |
| Izland     | 23.   |
| Norvégia   | 24.   |

| Csapat     | Hely. |
| ---------- | ----- |
| Szlovénia  | 25.   |
| Írország   | 26.   |
| Albánia    | 27.   |
| Montenegró | 28.   |

| Csapat      | Hely. |
| ----------- | ----- |
| Grúzia      | 29.   |
| Görögország | 30.   |
| Törökország | 31.   |
| Kazahsztán  | 32.   |

A csoportok sorsolását 2024. február 8-án tartották Párizsban, közép-európai idő szerint 18 órától.
A sorsolásra a következő korlátozás volt érvényes:
- Kazahsztán túlzott utazás miatt a következőkből csak egy ellenfelet kaphatott: Anglia, Izland, Írország, Wales.

## Csoportok
A menetrendet az UEFA február 9-én tette közzé.
Az időpontok a szeptemberi és októberi mérkőzésekre közép-európai nyári idő (UTC+2) szerint, a novemberi mérkőzésekre közép-európai idő (UTC+1) szerint értendők. Az ettől eltérő időzónában játszott mérkőzéseknél zárójelben szerepel a helyi idő is.

### 1. csoport
| Hely. | Csapat     | M | Gy | D | V | G+ | G– | Gk | P  | Feljutás, továbbjutás vagy kiesés |  | Csehország | Ukrajna | Grúzia | Albánia |
| ----- | ---------- | - | -- | - | - | -- | -- | -- | -- | --------------------------------- |  | ---------- | ------- | ------ | ------- |
| 1.    | Csehország | 6 | 3  | 2 | 1 | 9  | 8  | +1 | 11 | Feljutott az A ligába             |  | —          | 3–2     | 2–1    | 2–0     |
| 2.    | Ukrajna    | 6 | 2  | 2 | 2 | 8  | 8  | 0  | 8  | Az A/B liga osztályozójába jutott |  | 1–1        | —       | 1–0    | 1–2     |
| 3.    | Grúzia     | 6 | 2  | 1 | 3 | 7  | 6  | +1 | 7  | A B/C liga osztályozójába jutott  |  | 4–1        | 1–1     | —      | 0–1     |
| 4.    | Albánia    | 6 | 2  | 1 | 3 | 4  | 6  | −2 | 7  | Kiesett a C ligába                |  | 0–0        | 1–2     | 0–1    | —       |

1. 1 2  Az egymás elleni pontszám döntetlen. Egymás elleni gólkülönbség: Grúzia +1, Albánia –2.

| 2024. szeptember 7. 18:00 (20:00 UTC+4) |

| Grúzia                                                                      | 4–1               | Csehország  |
| --------------------------------------------------------------------------- | ----------------- | ----------- |
| Kvarachelia 33' (11-esből) Csakvetadze 53' Mikautadze 63' Kochorashvili 66' | (1–0) Jegyzőkönyv | Kalvach 80' |

| Mikheil Meskhi Stadion, Tbiliszi Nézőszám: 20 401 Játékvezető: Orel Grinfeld (izraeli) |

| 2024. szeptember 7. 20:45 |

| Ukrajna      | 1–2               | Albánia               |
| ------------ | ----------------- | --------------------- |
| Konoplia 49' | (0–0) Jegyzőkönyv | Ismajli 54' Asani 66' |

| Stadion Letná, Prága (Csehország) Nézőszám: 15 500 Játékvezető: Luis Godinho (portugál) |

| 2024. szeptember 10. 20:45 |

| Albánia | 0–1               | Grúzia            |
| ------- | ----------------- | ----------------- |
|         | (0–0) Jegyzőkönyv | Kochorashvili 71' |

| Arena Kombëtare, Tirana Nézőszám: 20 400 Játékvezető: Erik Lambrechts (belga) |

| 2024. szeptember 10. 20:45 |

| Csehország                           | 3–2               | Ukrajna               |
| ------------------------------------ | ----------------- | --------------------- |
| Šulc 21' 45+2' Souček 80' (11-esből) | (2–1) Jegyzőkönyv | Vanat 37' Sudakov 84' |

| Fortuna Arena, Prága Nézőszám: 18 722 Játékvezető: John Beaton (skót) |

| 2024. október 11. 20:45 |

| Csehország   | 2–0               | Albánia |
| ------------ | ----------------- | ------- |
| Chorý 3' 63' | (1–0) Jegyzőkönyv |         |

| Stadion Letná, Prága Nézőszám: 17 823 Játékvezető: Benoît Bastien (francia) |

| 2024. október 11. 20:45 |

| Ukrajna    | 1–0               | Grúzia |
| ---------- | ----------------- | ------ |
| Mudrik 35' | (1–0) Jegyzőkönyv |        |

| Poznań Stadion, Poznań (Lengyelország) Nézőszám: 21 700 Játékvezető: Julian Weinberger (osztrák) |

| 2024. október 14. 18:00 (20:00 UTC+4) |

| Grúzia | 0–1               | Albánia     |
| ------ | ----------------- | ----------- |
|        | (0–0) Jegyzőkönyv | Asllani 48' |

| Mikheil Meskhi Stadion, Tbiliszi Nézőszám: 19 981 Játékvezető: Danny Makkelie (holland) |

| 2024. október 14. 20:45 |

| Ukrajna               | 1–1               | Csehország |
| --------------------- | ----------------- | ---------- |
| Dovbik 52' (11-esből) | (0–1) Jegyzőkönyv | Červ 18'   |

| Wrocław Stadion, Wrocław (Lengyelország) Nézőszám: 14 734 Játékvezető: Guillermo Cuadra Fernández (spanyol) |

| 2024. november 16. 18:00 (21:00 UTC+4) |

| Grúzia         | 1–1               | Ukrajna               |
| -------------- | ----------------- | --------------------- |
| Mikautadze 76' | (0–1) Jegyzőkönyv | Kverkvelia 7' (öngól) |

| Adjarabet Arena, Batumi Nézőszám: 19 120 Játékvezető: Chris Kavanagh (angol) |

| 2024. november 16. 20:45 |

| Albánia | 0–0         | Csehország |
| ------- | ----------- | ---------- |
|         | Jegyzőkönyv |            |

| Arena Kombëtare, Tirana Nézőszám: 20 800 Játékvezető: Sandro Schärer (svájci) |

| 2024. november 19. 20:45 |

| Albánia                | 1–2               | Ukrajna                    |
| ---------------------- | ----------------- | -------------------------- |
| Bajrami 75' (11-esből) | (0–2) Jegyzőkönyv | Zincsenko 5' Jaremcsuk 10' |

| Arena Kombëtare, Tirana Nézőszám: 20 547 Játékvezető: João Pinheiro (portugál) |

| 2024. november 19. 20:45 |

| Csehország         | 2–1               | Grúzia         |
| ------------------ | ----------------- | -------------- |
| Šulc 3' Hložek 24' | (2–0) Jegyzőkönyv | Mikautadze 60' |

| Andrův stadion, Olomouc Nézőszám: 12 221 Játékvezető: Anastasios Papapetrou (görög) |

### 2. csoport
| Hely. | Csapat      | M | Gy | D | V | G+ | G– | Gk  | P  | Feljutás, továbbjutás vagy kiesés |  | Anglia | Görögország | Írország | Finnország |
| ----- | ----------- | - | -- | - | - | -- | -- | --- | -- | --------------------------------- |  | ------ | ----------- | -------- | ---------- |
| 1.    | Anglia      | 6 | 5  | 0 | 1 | 16 | 3  | +13 | 15 | Feljutott az A ligába             |  | —      | 1–2         | 5–0      | 2–0        |
| 2.    | Görögország | 6 | 5  | 0 | 1 | 11 | 4  | +7  | 15 | Az A/B liga osztályozójába jutott |  | 0–3    | —           | 2–0      | 3–0        |
| 3.    | Írország    | 6 | 2  | 0 | 4 | 3  | 12 | −9  | 6  | A B/C liga osztályozójába jutott  |  | 0–2    | 0–2         | —        | 1–0        |
| 4.    | Finnország  | 6 | 0  | 0 | 6 | 2  | 13 | −11 | 0  | Kiesett a C ligába                |  | 1–3    | 0–2         | 1–2      | —          |

1. 1 2  Az egymás elleni pontszám döntetlen. Egymás elleni gólkülönbség: Anglia +2, Görögország −2.

| 2024. szeptember 7. 18:00 (17:00 UTC+1) |

| Írország | 0–2               | Anglia                |
| -------- | ----------------- | --------------------- |
|          | (0–2) Jegyzőkönyv | Rice 11' Grealish 26' |

| Aviva Stadion, Dublin Nézőszám: 50 359 Játékvezető: José María Sánchez Martínez (spanyol) |

| 2024. szeptember 7. 20:45 (21:45 UTC+3) |

| Görögország                           | 3–0               | Finnország |
| ------------------------------------- | ----------------- | ---------- |
| Ioannidis 23' 76' Källman 37' (öngól) | (2–0) Jegyzőkönyv |            |

| Karaiszkákisz Stadion, Pireusz Nézőszám: 17 293 Játékvezető: Urs Schnyder (svájci) |

| 2024. szeptember 10. 20:45 (19:45 UTC+1) |

| Anglia       | 2–0               | Finnország |
| ------------ | ----------------- | ---------- |
| Kane 57' 76' | (0–0) Jegyzőkönyv |            |

| Wembley Stadion, London Nézőszám: 70 221 Játékvezető: Morten Krøgh (dán) |

| 2024. szeptember 10. 20:45 (19:45 UTC+1) |

| Írország | 0–2               | Görögország              |
| -------- | ----------------- | ------------------------ |
|          | (0–0) Jegyzőkönyv | Ioannidis 50' Tzolis 87' |

| Aviva Stadion, Dublin Nézőszám: 37 274 Játékvezető: Espen Eskås (norvég) |

| 2024. október 10. 20:45 (19:45 UTC+1) |

| Anglia         | 1–2               | Görögország          |
| -------------- | ----------------- | -------------------- |
| Bellingham 87' | (0–0) Jegyzőkönyv | Pavlídisz Sablon:Gol |

| Wembley Stadion, London Nézőszám: 79 012 Játékvezető: Andrea Colombo (olasz) |

| 2024. október 10. 20:45 (21:45 UTC+3) |

| Finnország     | 1–2               | Írország             |
| -------------- | ----------------- | -------------------- |
| Pohjanpalo 17' | (1–0) Jegyzőkönyv | Scales 57' Brady 88' |

| Olimpiai Stadion, Helsinki Nézőszám: 16 105 Játékvezető: Alekszandar Sztavrev (macedón) |

| 2024. október 13. 18:00 (19:00 UTC+3) |

| Finnország   | 1–3               | Anglia                                     |
| ------------ | ----------------- | ------------------------------------------ |
| Hoskonen 87' | (0–1) Jegyzőkönyv | Grealish 18' Alexander-Arnold 74' Rice 84' |

| Olimpiai Stadion, Helsinki Nézőszám: 32 411 Játékvezető: Giorgi Kruashvili (grúz) |

| 2024. október 13. 20:45 (21:45 UTC+3) |

| Görögország                  | 2–0               | Írország |
| ---------------------------- | ----------------- | -------- |
| Bakasetas 48' Mantalos 90+1' | (0–0) Jegyzőkönyv |          |

| Karaiszkákisz Stadion, Pireusz Nézőszám: 30 253 Játékvezető: Joey Kooij (holland) |

| 2024. november 14. 20:45 (21:45 UTC+2) |

| Görögország | 0–3               | Anglia                                       |
| ----------- | ----------------- | -------------------------------------------- |
|             | (0–1) Jegyzőkönyv | Watkins 7' Vlahodímosz 78' (öngól) Jones 83' |

| Olimpiai Stadion, Athén Nézőszám: 60 664 Játékvezető: Daniel Siebert (német) |

| 2024. november 14. 20:45 (19:45 UTC±0) |

| Írország     | 1–0               | Finnország |
| ------------ | ----------------- | ---------- |
| Ferguson 45' | (1–0) Jegyzőkönyv |            |

| Aviva Stadion, Dublin Nézőszám: 39 163 Játékvezető: Harm Osmers (német) |

| 2024. november 17. 18:00 (17:00 UTC±0) |

| Anglia                                                                    | 5–0               | Írország |
| ------------------------------------------------------------------------- | ----------------- | -------- |
| Kane 53' (11-esből) Gordon 56' Gallagher 58' Bowen 76' Harwood-Bellis 79' | (0–0) Jegyzőkönyv |          |

| Wembley Stadion, London Nézőszám: 79 969 Játékvezető: Erik Lambrechts (belga) |

| 2024. november 17. 18:00 (19:00 UTC+2) |

| Finnország | 0–2               | Görögország              |
| ---------- | ----------------- | ------------------------ |
|            | (0–0) Jegyzőkönyv | Bakasetas 52' Tzolis 56' |

| Olimpiai Stadion, Helsinki Nézőszám: 17 661 Játékvezető: Willy Delajod (francia) |

### 3. csoport
| Hely. | Csapat     | M | Gy | D | V | G+ | G– | Gk  | P  | Feljutás, továbbjutás vagy kiesés |  | Norvégia | Ausztria | Szlovénia | Kazahsztán |
| ----- | ---------- | - | -- | - | - | -- | -- | --- | -- | --------------------------------- |  | -------- | -------- | --------- | ---------- |
| 1.    | Norvégia   | 6 | 4  | 1 | 1 | 15 | 7  | +8  | 13 | Feljutott az A ligába             |  | —        | 2–1      | 3–0       | 5–0        |
| 2.    | Ausztria   | 6 | 3  | 2 | 1 | 14 | 5  | +9  | 11 | Az A/B liga osztályozójába jutott |  | 5–1      | —        | 1–1       | 4–0        |
| 3.    | Szlovénia  | 6 | 2  | 2 | 2 | 7  | 9  | −2  | 8  | A B/C liga osztályozójába jutott  |  | 1–4      | 1–1      | —         | 3–0        |
| 4.    | Kazahsztán | 6 | 0  | 1 | 5 | 0  | 15 | −15 | 1  | Kiesett a C ligába                |  | 0–0      | 0–2      | 0–1       | —          |

| 2024. szeptember 6. 16:00 (20:00 UTC+6) |

| Kazahsztán | 0–0         | Norvégia |
| ---------- | ----------- | -------- |
|            | Jegyzőkönyv |          |

| Központi stadion, Almati Nézőszám: 23 173 Játékvezető: Allard Lindhout (holland) |

| 2024. szeptember 6. 20:45 |

| Szlovénia            | 1–1               | Ausztria   |
| -------------------- | ----------------- | ---------- |
| Šeško 16' (11-esből) | (1–1) Jegyzőkönyv | Laimer 28' |

| Stožice Stadion, Ljubljana Nézőszám: 14 834 Játékvezető: Radu Petrescu (román) |

| 2024. szeptember 9. 20:45 |

| Norvégia             | 2–1               | Ausztria     |
| -------------------- | ----------------- | ------------ |
| Myhre 9' Haaland 80' | (1–1) Jegyzőkönyv | Sabitzer 37' |

| Ullevaal Stadion, Oslo Nézőszám: 23 171 Játékvezető: Nikola Dabanović (montenegrói) |

| 2024. szeptember 9. 20:45 |

| Szlovénia         | 3–0               | Kazahsztán |
| ----------------- | ----------------- | ---------- |
| Šeško 23' 28' 63' | (2–0) Jegyzőkönyv |            |

| Stožice Stadion, Ljubljana Nézőszám: 9814 Játékvezető: João Pinheiro (portugál) |

| 2024. október 10. 20:45 |

| Ausztria                                            | 4–0               | Kazahsztán |
| --------------------------------------------------- | ----------------- | ---------- |
| Baumgartner 10' Lienhart 54' Sabitzer 56' Seidl 79' | (1–0) Jegyzőkönyv |            |

| Raiffeisen Arena, Linz Nézőszám: 14 500 Játékvezető: Don Robertson (skót) |

| 2024. október 10. 20:45 |

| Norvégia                   | 3–0               | Szlovénia |
| -------------------------- | ----------------- | --------- |
| Haaland 7' 62' Sørloth 52' | (1–0) Jegyzőkönyv |           |

| Ullevaal Stadion, Oslo Nézőszám: 23 341 Játékvezető: Manfredas Lukjančukas (litván) |

| 2024. október 13. 15:00 (19:00 UTC+6) |

| Kazahsztán | 0–1               | Szlovénia  |
| ---------- | ----------------- | ---------- |
|            | (0–0) Jegyzőkönyv | Mlakar 55' |

| Központi stadion, Almati Nézőszám: 19 783 Játékvezető: Craig Pawson (angol) |

| 2024. október 13. 20:45 |

| Ausztria                                                            | 5–1               | Norvégia    |
| ------------------------------------------------------------------- | ----------------- | ----------- |
| Arnautović 8' 49' (11-esből) Lienhart 58' Posch 62' Gregoritsch 71' | (1–1) Jegyzőkönyv | Sørloth 39' |

| Raiffeisen Arena, Linz Nézőszám: 16 500 Játékvezető: Bognár Tamás (magyar) |

| 2024. november 14. 16:00 (21:00 UTC+6) |

| Kazahsztán | 0–2               | Ausztria                        |
| ---------- | ----------------- | ------------------------------- |
|            | (0–2) Jegyzőkönyv | Baumgartner 15' Gregoritsch 25' |

| Központi stadion, Almati Nézőszám: 9753 Játékvezető: Marian Barbu (román) |

| 2024. november 14. 20:45 |

| Szlovénia            | 1–4               | Norvégia                          |
| -------------------- | ----------------- | --------------------------------- |
| Šeško 21' (11-esből) | (1–2) Jegyzőkönyv | Nusa 9' 54' Haaland 45' Hauge 82' |

| Stožice Stadion, Ljubljana Nézőszám: 15 308 Játékvezető: Michael Oliver (angol) |

| 2024. november 17. 18:00 |

| Ausztria   | 1–1               | Szlovénia        |
| ---------- | ----------------- | ---------------- |
| Schmid 27' | (1–0) Jegyzőkönyv | Gnezda Čerin 81' |

| Ernst Happel Stadion, Bécs Nézőszám: 46 000 Játékvezető: Glenn Nyberg (svéd) |

| 2024. november 17. 18:00 |

| Norvégia                                 | 5–0               | Kazahsztán |
| ---------------------------------------- | ----------------- | ---------- |
| Haaland 23' 37' 71' Sørloth 41' Nusa 76' | (3–0) Jegyzőkönyv |            |

| Ullevaal Stadion, Oslo Nézőszám: 23 458 Játékvezető: Jasper Vergoote (belga) |

### 4. csoport
| Hely. | Csapat      | M | Gy | D | V | G+ | G– | Gk | P  | Feljutás, továbbjutás vagy kiesés |  | Wales | Törökország | Izland | Montenegró |
| ----- | ----------- | - | -- | - | - | -- | -- | -- | -- | --------------------------------- |  | ----- | ----------- | ------ | ---------- |
| 1.    | Wales       | 6 | 3  | 3 | 0 | 9  | 4  | +5 | 12 | Feljutott az A ligába             |  | —     | 0–0         | 4–1    | 1–0        |
| 2.    | Törökország | 6 | 3  | 2 | 1 | 9  | 6  | +3 | 11 | Az A/B liga osztályozójába jutott |  | 0–0   | —           | 3–1    | 1–0        |
| 3.    | Izland      | 6 | 2  | 1 | 3 | 10 | 13 | −3 | 7  | A B/C liga osztályozójába jutott  |  | 2–2   | 2–4         | —      | 2–0        |
| 4.    | Montenegró  | 6 | 1  | 0 | 5 | 4  | 9  | −5 | 3  | Kiesett a C ligába                |  | 1–2   | 3–1         | 0–2    | —          |

| 2024. szeptember 6. 20:45 (18:45 UTC±0) |

| Izland                         | 2–0               | Montenegró |
| ------------------------------ | ----------------- | ---------- |
| Óskarsson 39' Þorsteinsson 58' | (1–0) Jegyzőkönyv |            |

| Laugardalsvöllur, Reykjavík Nézőszám: 4683 Játékvezető: Willy Delajod (francia) |

| 2024. szeptember 6. 20:45 (19:45 UTC+1) |

| Wales | 0–0         | Törökország |
| ----- | ----------- | ----------- |
|       | Jegyzőkönyv |             |

| Cardiff City Stadion, Cardiff Nézőszám: 28 625 Játékvezető: Rohit Saggi (norvég) |

| 2024. szeptember 9. 20:45 |

| Montenegró | 1–2               | Wales              |
| ---------- | ----------------- | ------------------ |
| Camaj 73'  | (0–2) Jegyzőkönyv | Moore 1' Wilson 3' |

| Gradski Stadion, Nikšić Nézőszám: 3569 Játékvezető: Georgi Kabakov (bolgár) |

| 2024. szeptember 9. 20:45 (21:45 UTC+3) |

| Törökország           | 3–1               | Izland      |
| --------------------- | ----------------- | ----------- |
| Aktürkoğlu 2' 52' 88' | (1–1) Jegyzőkönyv | Pálsson 37' |

| Gürsel Aksel Stadion, İzmir Nézőszám: 16 167 Játékvezető: Enea Jorgji (albán) |

| 2024. október 11. 20:45 (18:45 UTC±0) |

| Izland                        | 2–2               | Wales                  |
| ----------------------------- | ----------------- | ---------------------- |
| Tómasson 69' Ward 72' (öngól) | (0–2) Jegyzőkönyv | Johnson 11' Wilson 29' |

| Laugardalsvöllur, Reykjavík Nézőszám: 6141 Játékvezető: Antoni Bandić (bosznia-hercegovinai) |

| 2024. október 11. 20:45 (21:45 UTC+3) |

| Törökország | 1–0               | Montenegró |
| ----------- | ----------------- | ---------- |
| Kahveci 69' | (0–0) Jegyzőkönyv |            |

| Samsun 19 Mayıs stadion, Samsun Nézőszám: 28 829 Játékvezető: Daniele Chiffi (olasz) |

| 2024. október 14. 20:45 (18:45 UTC±0) |

| Izland                      | 2–4               | Törökország                                                      |
| --------------------------- | ----------------- | ---------------------------------------------------------------- |
| Óskarsson 3' Guðjohnsen 83' | (1–0) Jegyzőkönyv | Kahveci 62' Çalhanoğlu 67' (11-esből) Güler 88' Aktürkoğlu 90+5' |

| Laugardalsvöllur, Reykjavík Nézőszám: 5260 Játékvezető: Damian Sylwestrzak (lengyel) |

| 2024. október 14. 20:45 (19:45 UTC+1) |

| Wales                 | 1–0               | Montenegró |
| --------------------- | ----------------- | ---------- |
| Wilson 36' (11-esből) | (1–0) Jegyzőkönyv |            |

| Cardiff City Stadion, Cardiff Nézőszám: 27 326 Játékvezető: Filip Glova (szlovák) |

| 2024. november 16. 18:00 |

| Montenegró | 0–2               | Izland                        |
| ---------- | ----------------- | ----------------------------- |
|            | (0–0) Jegyzőkönyv | Óskarsson 74' Jóhannesson 88' |

| Gradski Stadion, Nikšić Nézőszám: 2354 Játékvezető: Sven Jablonski (német) |

| 2024. november 16. 18:00 (20:00 UTC+3) |

| Törökország | 0–0         | Wales |
| ----------- | ----------- | ----- |
|             | Jegyzőkönyv |       |

| Kadir Has Stadion, Kayseri Nézőszám: 28 812 Játékvezető: Juan Martínez Munuera (spanyol) |

| 2024. november 19. 20:45 |

| Montenegró           | 3–1               | Törökország |
| -------------------- | ----------------- | ----------- |
| Krstović 29' 45' 73' | (2–1) Jegyzőkönyv | Yıldız 37'  |

| Gradski Stadion, Nikšić Nézőszám: 2579 Játékvezető: Urs Schnyder (svájci) |

| 2024. november 19. 20:45 (19:45 UTC±0) |

| Wales                                   | 4–1               | Izland        |
| --------------------------------------- | ----------------- | ------------- |
| Cullen 32' 45+1' Johnson 65' Wilson 79' | (2–1) Jegyzőkönyv | Guðjohnsen 8' |

| Cardiff City Stadion, Cardiff Nézőszám: 28 240 Játékvezető: António Nobre (portugál) |

## Időközi rangsorolás
| Hely. | Cs | Csapat      | M | Gy | D | V | G+ | G– | Gk  | P  |
| ----- | -- | ----------- | - | -- | - | - | -- | -- | --- | -- |
| 17.   | B2 | Anglia      | 6 | 5  | 0 | 1 | 16 | 3  | +13 | 15 |
| 18.   | B3 | Norvégia    | 6 | 4  | 1 | 1 | 15 | 7  | +8  | 13 |
| 19.   | B4 | Wales       | 6 | 3  | 3 | 0 | 9  | 4  | +5  | 12 |
| 20.   | B1 | Csehország  | 6 | 3  | 2 | 1 | 9  | 8  | +1  | 11 |
|       |    |             |   |    |   |   |    |    |     |    |
| 21.   | B2 | Görögország | 6 | 5  | 0 | 1 | 11 | 4  | +7  | 15 |
| 22.   | B3 | Ausztria    | 6 | 3  | 2 | 1 | 14 | 5  | +9  | 11 |
| 23.   | B4 | Törökország | 6 | 3  | 2 | 1 | 9  | 6  | +3  | 11 |
| 24.   | B1 | Ukrajna     | 6 | 2  | 2 | 2 | 8  | 8  | 0   | 8  |
|       |    |             |   |    |   |   |    |    |     |    |
| 25.   | B3 | Szlovénia   | 6 | 2  | 2 | 2 | 7  | 9  | −2  | 8  |
| 26.   | B1 | Grúzia      | 6 | 2  | 1 | 3 | 7  | 6  | +1  | 7  |
| 27.   | B4 | Izland      | 6 | 2  | 1 | 3 | 10 | 13 | −3  | 7  |
| 28.   | B2 | Írország    | 6 | 2  | 0 | 4 | 3  | 12 | −9  | 6  |
|       |    |             |   |    |   |   |    |    |     |    |
| 29.   | B1 | Albánia     | 6 | 2  | 1 | 3 | 4  | 6  | −2  | 7  |
| 30.   | B4 | Montenegró  | 6 | 1  | 0 | 5 | 4  | 9  | −5  | 3  |
| 31.   | B3 | Kazahsztán  | 6 | 0  | 1 | 5 | 0  | 15 | −15 | 1  |
| 32.   | B2 | Finnország  | 6 | 0  | 0 | 6 | 2  | 13 | −11 | 0  |

## Osztályozók

### Az A/B liga osztályozó kiemelése
| Csoport    | A liga harmadik helyezett (kiemeltek) | Csoport    | B liga második helyezett (nem kiemeltek) |
| ---------- | ------------------------------------- | ---------- | ---------------------------------------- |
| 1. csoport |                                       | 1. csoport |                                          |
| 2. csoport |                                       | 2. csoport |                                          |
| 3. csoport |                                       | 3. csoport |                                          |
| 4. csoport |                                       | 4. csoport |                                          |

### Az A/B liga osztályozó összegzése
| 1. csapat   | Össz.Tooltip Aggregate score | 2. csapat    | 1. mérk. | 2. mérk. |
| ----------- | ---------------------------- | ------------ | -------- | -------- |
| Törökország | 1–6                          | Magyarország | 3–1      | 3–0      |
| Ukrajna     | 3–4                          | Belgium      | 3–1      | 0–3      |
| Ausztria    | 1–3                          | Szerbia      | 1–1      | 0–2      |
| Görögország | 3–1                          | Skócia       | 0–1      | 3–0      |

### Az A/B liga osztályozó mérkőzései
| 2025. március 20. 18:00 (20:00 UTC+3) |

| Törökország                         | 3–1               | Magyarország |
| ----------------------------------- | ----------------- | ------------ |
| Kökçü 9' Aktürkoğlu 69' Kahveci 73' | (1–1) Jegyzőkönyv | Schäfer 25'  |

| Rams Park, Isztambul Nézőszám: 38,500 Játékvezető: Ivan Kružliak (szlovák) |

| 2025. március 23. 18:00 |

| Magyarország | –           | Törökország |
| ------------ | ----------- | ----------- |
|              | Jegyzőkönyv |             |

| Puskás Aréna, Budapest |

| 2025. március 20. 20:45 |

| Ukrajna                             | 3–1               | Belgium    |
| ----------------------------------- | ----------------- | ---------- |
| Huculjak 66' Vanat 73' Zabarnyi 78' | (0–1) Jegyzőkönyv | Lukaku 40' |

| Nueva Condomina, Murcia (Spanyolország) Nézőszám: 8 767 Játékvezető: Sandro Schärer (svájci) |

| 2025. március 23. 20:45 |

| Belgium | –           | Ukrajna |
| ------- | ----------- | ------- |
|         | Jegyzőkönyv |         |

| Cegeka Arena, Genk |

| 2025. március 20. 20:45 |

| Ausztria        | 1–1               | Szerbia       |
| --------------- | ----------------- | ------------- |
| Gregoritsch 37' | (1–0) Jegyzőkönyv | Samardžić 61' |

| Ernst Happel Stadion, Bécs Nézőszám: 46 400 Játékvezető: João Pinheiro (portugál) |

| 2025. március 23. 18:00 |

| Szerbia | –           | Ausztria |
| ------- | ----------- | -------- |
|         | Jegyzőkönyv |          |

| Red Star Stadium, Belgrád |

| 2025. március 20. 20:45 (21:45 UTC+2) |

| Görögország | 0–1               | Skócia        |
| ----------- | ----------------- | ------------- |
|             | (0–1) Jegyzőkönyv | McTominay 33' |

| Karaiszkákisz Stadion, Pireusz Nézőszám: 31 483 Játékvezető: Tobias Stieler (német) |

| 2025. március 23. 18:00 (17:00 UTC+0) |

| Skócia | –           | Görögország |
| ------ | ----------- | ----------- |
|        | Jegyzőkönyv |             |

| Hampden Park, Glasgow |

### A B/C liga osztályozó kiemelése
| Csoport    | B liga harmadik helyezett (kiemeltek) | Csoport    | C liga második helyezett (nem kiemeltek) |
| ---------- | ------------------------------------- | ---------- | ---------------------------------------- |
| 1. csoport |                                       | 1. csoport |                                          |
| 2. csoport |                                       | 2. csoport |                                          |
| 3. csoport |                                       | 3. csoport |                                          |
| 4. csoport |                                       | 4. csoport |                                          |

### A B/C liga osztályozó összegzése
| 1. csapat    | Össz.Tooltip Aggregate score | 2. csapat | 1. mérk. | 2. mérk.   |
| ------------ | ---------------------------- | --------- | -------- | ---------- |
| Koszovó      | 5–2                          | Izland    | 2–1      | 3–1        |
| Bulgária     | 2–4                          | Írország  | 1–2      | 1–2        |
| Örményország | 1–9                          | Grúzia    | 0–3      | 1–6        |
| Szlovákia    | 0–1                          | Szlovénia | 0–0      | 0–1 (h.u.) |

### A B/C liga osztályozó mérkőzései
| 2025. március 20. 20:45 |

| Koszovó                   | 2–1               | Izland        |
| ------------------------- | ----------------- | ------------- |
| Dellova 19' Rexhbeçaj 58' | (1–1) Jegyzőkönyv | Óskarsson 22' |

| Fadil Vokrri Stadium, Pristina Nézőszám: 12 857 Játékvezető: Serdar Gözübüyük (holland) |

| 2025. március 23. 18:00 (17:00 UTC+0) |

| Izland | –           | Koszovó |
| ------ | ----------- | ------- |
|        | Jegyzőkönyv |         |

| Nueva Condomina, Murcia (Spanyolország) |

| 2025. március 20. 20:45 (21:45 UTC+2) |

| Bulgária     | 1–2               | Írország             |
| ------------ | ----------------- | -------------------- |
| M. Petkov 6' | (1–2) Jegyzőkönyv | Azaz 21' Doherty 42' |

| Hristo Botev Stadion, Plovdiv Nézőszám: 7 835 Játékvezető: Benoît Bastien (francia) |

| 2025. március 23. 20:45 (19:45 UTC+0) |

| Írország | –           | Bulgária |
| -------- | ----------- | -------- |
|          | Jegyzőkönyv |          |

| Aviva Stadion, Dublin |

| 2025. március 20. 18:00 (21:00 UTC+4) |

| Örményország | 0–3               | Grúzia                               |
| ------------ | ----------------- | ------------------------------------ |
|              | (0–2) Jegyzőkönyv | Kochorashvili 32' Mikautadze 37' 59' |

| Vazgen Sargsyan Republican Stadium, Jereván Nézőszám: 14 414 Játékvezető: Radu Petrescu (román) |

| 2025. március 23. 15:00 (18:00 UTC+4) |

| Grúzia | –           | Örményország |
| ------ | ----------- | ------------ |
|        | Jegyzőkönyv |              |

| Borisz Paicsadze Stadion, Tbiliszi |

| 2025. március 20. 20:45 |

| Szlovákia | 0–0         | Szlovénia |
| --------- | ----------- | --------- |
|           | Jegyzőkönyv |           |

| Tehelné pole, Pozsony Nézőszám: 12 545 Játékvezető: Maurizio Mariani (olasz) |

| 2025. március 23. 18:00 |

| Szlovénia | –           | Szlovákia |
| --------- | ----------- | --------- |
|           | Jegyzőkönyv |           |

| Stožice Stadion, Ljubljana |

## Végleges rangsorolás
| Hely. | Cs | Csapat                                                                   | M | Gy | D | V | G+ | G– | Gk | P |
| ----- | -- | ------------------------------------------------------------------------ | - | -- | - | - | -- | -- | -- | - |
| 17.   |    | Az A/B liga osztályozójának vesztese vagy az A liga negyedik helyezettje | 0 | 0  | 0 | 0 | 0  | 0  | 0  | 0 |
| 18.   |    | Az A/B liga osztályozójának vesztese vagy az A liga negyedik helyezettje | 0 | 0  | 0 | 0 | 0  | 0  | 0  | 0 |
| 19.   |    | Az A/B liga osztályozójának vesztese vagy az A liga negyedik helyezettje | 0 | 0  | 0 | 0 | 0  | 0  | 0  | 0 |
| 20.   |    | Az A/B liga osztályozójának vesztese vagy az A liga negyedik helyezettje | 0 | 0  | 0 | 0 | 0  | 0  | 0  | 0 |
|       |    |                                                                          |   |    |   |   |    |    |    |   |
| 21.   |    | Az A/B liga osztályozójának vesztese vagy az A liga negyedik helyezettje | 0 | 0  | 0 | 0 | 0  | 0  | 0  | 0 |
| 22.   |    | Az A/B liga osztályozójának vesztese vagy az A liga negyedik helyezettje | 0 | 0  | 0 | 0 | 0  | 0  | 0  | 0 |
| 23.   |    | Az A/B liga osztályozójának vesztese vagy az A liga negyedik helyezettje | 0 | 0  | 0 | 0 | 0  | 0  | 0  | 0 |
| 24.   |    | Az A/B liga osztályozójának vesztese vagy az A liga negyedik helyezettje | 0 | 0  | 0 | 0 | 0  | 0  | 0  | 0 |
|       |    |                                                                          |   |    |   |   |    |    |    |   |
| 25.   |    | A B/C liga osztályozójának győztese vagy a C liga csoportgyőztese        | 0 | 0  | 0 | 0 | 0  | 0  | 0  | 0 |
| 26.   |    | A B/C liga osztályozójának győztese vagy a C liga csoportgyőztese        | 0 | 0  | 0 | 0 | 0  | 0  | 0  | 0 |
| 27.   |    | A B/C liga osztályozójának győztese vagy a C liga csoportgyőztese        | 0 | 0  | 0 | 0 | 0  | 0  | 0  | 0 |
| 28.   |    | A B/C liga osztályozójának győztese vagy a C liga csoportgyőztese        | 0 | 0  | 0 | 0 | 0  | 0  | 0  | 0 |
|       |    |                                                                          |   |    |   |   |    |    |    |   |
| 29.   |    | A B/C liga osztályozójának győztese vagy a C liga csoportgyőztese        | 0 | 0  | 0 | 0 | 0  | 0  | 0  | 0 |
| 30.   |    | A B/C liga osztályozójának győztese vagy a C liga csoportgyőztese        | 0 | 0  | 0 | 0 | 0  | 0  | 0  | 0 |
| 31.   |    | A B/C liga osztályozójának győztese vagy a C liga csoportgyőztese        | 0 | 0  | 0 | 0 | 0  | 0  | 0  | 0 |
| 32.   |    | A B/C liga osztályozójának győztese vagy a C liga csoportgyőztese        | 0 | 0  | 0 | 0 | 0  | 0  | 0  | 0 |